# Giovanni Acuto
Sir John Hawkwood, italianizzato in Giovanni Acuto (Sible Hedingham, 1320 circa – Firenze, 14 marzo 1394), è stato un condottiero inglese naturalizzato italiano.
Fu signore di Bagnacavallo, Bertinoro, Caraglio, Castrocaro Terme, Conselice, Cotignola, Faenza, Gazzuolo, Massa Lombarda, Montecchio Vesponi e Santarcangelo di Romagna.
Fu Filippo Villani, cronista fiorentino vissuto tra il 1325 e il 1407, ad apporre a John Hawkwood il soprannome italiano di Giovanni Acuto, che lo caratterizzò nel corso della sua carriera.

## Biografia

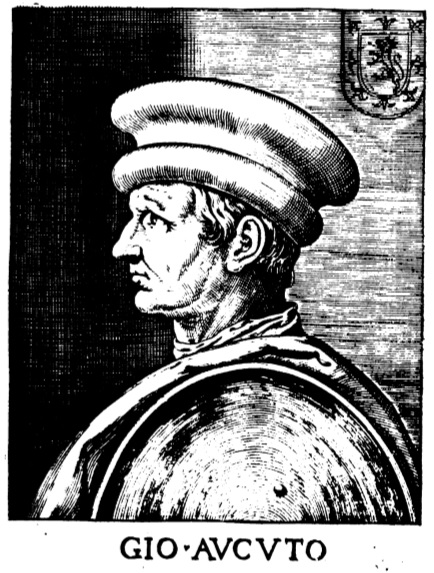
Giovanni Acuto in un ritratto del 1646

Secondo la leggenda, era il secondo figlio d'un conciatore di pelli del villaggio di Sible, presso il castrum di Hedingham nella contea d'Essex. Altre leggende fanno di lui un sarto prima di diventare soldato. In ogni caso intraprese la carriera militare e combatté per il suo re, Edoardo III d'Inghilterra, durante la guerra dei cent'anni. Dopo la pace di Brétigny (trattato che pose fine alla prima fase del conflitto) fondò una banda di mercenari, la Compagnia Bianca, che si schierava in difesa dello Stato che la pagava meglio.
Nel 1362 venne reclutato dal marchese del Monferrato Giovanni Paleologo e scese in Italia; a Lanzo Torinese sorprese Amedeo VI di Savoia, il quale fu costretto a pagare un ricco riscatto per la sua libertà e quella delle località sabaude cadute in mano agli avventurieri. Successivamente si spostò in Toscana dove combatté per la Repubblica di Pisa nella battaglia di Cascina del 1364. In seguito fu al servizio prima della Repubblica di Firenze ed in seguito di Bernabò Visconti, del quale sposò nel 1377 la figlia illegittima Donnina. Poco dopo sciolse l'alleanza anti-papale, provocando l'ira dei Visconti: dopo un acceso diverbio con il signore, firmò un trattato di amicizia e alleanza con la Repubblica di Firenze.
Poi combatté per la Repubblica di Pisa e per papa Gregorio XI nella guerra degli otto santi che contrapponeva lo Stato Pontificio alla Repubblica di Firenze: in questo conflitto egli si mise in luce nella distruzione della città di Cesena, da lui eseguita nel febbraio del 1377. Passò poi dalla parte degli Angioini napoletani contro quelli dei Durazzo e contro Gian Galeazzo Visconti.
Nel 1381 il re inglese Riccardo II lo nominò cavaliere;da quel momento Giovanni Acuto visse nel paese natio, per poi tornare in Italia come ambasciatore presso la Santa Sede ed ancora contro i Visconti.
Di questo periodo, è famosa la battaglia di Castagnaro (1387), considerata una delle grandi battaglie dell'epoca dei capitani di ventura: Giovanni Ordelaffi ed Ostasio II da Polenta, che combattevano per Verona, furono sconfitti da Giovanni Acuto e Francesco Novello da Carrara, che combattevano per Padova.
Giovanni Acuto si mise infine al servizio della Repubblica di Firenze, che gli concesse come residenza il castello di Montecchio Vesponi, presso Castiglion Fiorentino, in Val di Chiana, ed ebbe in dono anche il castello della Rocchetta, nei pressi di Poggibonsi, che sovrasta la strada per Siena e una tenuta con castello a San Donato in Polverosa.
Giovanni Acuto morì il 14 marzo 1394 a Firenze, dove venne sepolto con grandi onori nella Cattedrale di Santa Maria del Fiore. In seguito, le sue spoglie furono traslate nella città natale dal figlio John Jr., dietro richiesta del re d'Inghilterra, Riccardo II. In sua memoria la città di Firenze commissionò il celebre ritratto equestre a Paolo Uccello, capolavoro eseguito nel 1436 e conservato nella cattedrale, dov'era tumulato il condottiero, recante l'iscrizione: "Joannes Acutus Eques Britannicus Dux Aetatis Suae Cautissimus Et Rei Militaris Peritissimus Habitus Est".

## Nella cultura di massa
- Il detto "inglese italianato, diavolo incarnato" sarebbe nato con riferimento proprio a Giovanni Acuto, che era stato tristemente noto per la sua violenza, comune, del resto, ai soldati delle compagnie di ventura.
- Giovanni Acuto compare in uno dei Raccontini rossi e neri di Domenico Giuliotti (Vallecchi, 1937), La monaca di Faenza, nel quale risolve salomonicamente la lite tra due soldati che si contendevano una giovane suora: « [...] alzò quanto poté la sua spada, e spaccò d'un colpo la giovane dalla testa al pube. Poi sentenziò, ridendo: "Ora il motivo del litigio è finito. Pigliatene mezza per uno e buon pro vi faccia"».
- Giovanni Acuto è uno dei personaggi principali del romanzo storico di Mino Milani Efrem soldato di ventura pubblicato in volume nel 1972.
- Sir Arthur Conan Doyle – La compagnia bianca (originalmente pubblicato a puntate nel 1891) si basa vagamente sulla figura di John Hawkwood e le sue avventure.
- Marion Polk Angellotti scrisse un romanzo, Sir John Hawkwood: A Tale of the White Company in Italy (Sir John Hawkwood: un racconto della Compagnia Bianca) nel 1911, che fu seguito da otto racconti su Hawkwood, comparsi sulla rivista Adventure tra il 1911 e il 1915. Nel 2010 il romanzo e le otto storie sono state raccolte insieme per la prima volta.[3]
- Hubert Cole ha scritto una serie di tre romanzi che parlano delle avventure di John Hawkwood: Hawkwood (1967), Hawkwood In Paris (1969) e Hawkwood And The Towers Of Pisa (1973).
- Gordon Dickson ha scritto una serie di parecchi romanzi chiamata Childe Cycle che fa riferimento e tratta di John Hawkwood come personaggio. I romanzi principali di Childe Cycle che si riferiscono a Hawkwood comprendono:
  - The Final Encyclopedia (1984);
  - The Chantry Guild (1988).
- Hawkwood compare nel romanzo The Red Velvet Turnshoe di Cassandra Clark, pubblicato da John Murray nel 2009 – parte della sua serie Abbess of Meaux (Badessa di Meaux).[4]
- Jack Ludlow (pseudonimo di David Donachie) ha scritto Hawkwood, pubblicato nel 2016 da Allison & Busby, un romanzo che contiene fatti noti sulla vita di Hawkwood.[5]
- Le serie cavalleresche di Christian Cameron trattano di John Hawkwood come protagonista.
- Il manga di Tommy Ohtsuka, Hawkwood è in parte basato su John Hawkwood, prendendo il suo nome, professione e la sua acutezza militare.
- Il personaggio di Griffith del manga di Kentaro Miura, Berserk, è notevolmente ispirato a John Hawkwood